# Katharevousa
De katharèvousa, eigenlijk Grieks: καθαρεύουσα γλώσσα, zuiverende taal, is de naam die gegeven wordt aan het puristische 'academische Grieks', dat weliswaar eigentijdser is dan het oude Koine Grieks of het Byzantijns Grieks, maar voor de hedendaagse lezer te ouderwets is. Het was een schrijftaal, die in onbruik is geraakt. Het werd een tijd als ambtelijke taal gebruikt, maar sterft in de praktijk stilaan, het wordt alleen nog in de Byzantijnse liturgie gebruikt in de Grieks-Orthodoxe Kerk.
De nieuwe regering van Griekenland had zich na de Griekse onafhankelijkheid uitgesproken voor een terugkeer naar de geleerdentaal van het Byzantijnse, christelijke Griekenland, maar dat leverde het land wel een talenprobleem op.
De schrijver Adamantios Koraïs heeft aan het einde van de 18e eeuw een vorm van deze katharèvousa gepropageerd, die volgens hem een mesi odhos, een 'middenweg' vertegenwoordigde tussen de vroegere, oude literaire taal en de gesproken taal van het volk. Zijn vorm van katharèvousa ging alweer in de richting van het Oudgrieks. Geleerden en ambtenaren koketteerden er in de 19e eeuw mee en dat had tot gevolg dat de taal voor het gewone volk bijna niet meer te verstaan was. Deze schrijftaal werd algemeen gebruikt op bestuurlijk, kerkelijk en wetenschappelijk gebied, maar het Griekse volk bleef de verschillende dialecten van de dimotiki als spreektaal hanteren, met een eenvoudiger grammatica. Toonaangevende letterkundigen, zoals Ioannis Psycharis, gingen sinds de tweede helft van de 19e eeuw daarin voor.
Een probleem was dat aan het begin van de 19e eeuw geen van de dialecten van de Griekse spreektaal een duidelijk cultureel overwicht had. De in cultureel opzicht belangrijkste Griekse gemeenschappen waren die van Constantinopel en Smyrna, beide steden die niet in Griekenland zelf liggen. Een nieuwe omgangstaal, die voor de meeste Grieken niet moeilijk was te verstaan, ontwikkelde zich in de loop van de 19e eeuw in de nieuwe hoofdstad Athene. Het nieuwe Grieks werd door de onderlinge beïnvloeding van de katharèvousa en het dialect van de noordelijke Peloponnesos, van waar veel inwoners van de nieuwe hoofdstad afkomstig waren), een nieuwe omgangstaal, die voor de meeste Grieken goed te verstaan was. Het verschil tussen de diverse dialecten was niet groot. Deze taal verspreidde zich snel als algemene omgangstaal door heel Griekenland en werd zo een serieuze concurrent voor de katharèvousa.
De strijd tussen de twee talen werd al spoedig een politieke kwestie. Het hanteren van een taal die ver van de gesproken taal afstond had, tezamen met de erbarmelijke toestand waarin het Griekse volksonderwijs zich in de 19e eeuw bevond, tot gevolg dat het analfabetisme van grote lagen van de Griekse bevolking nodeloos met enkele generaties werd verlengd. Progressieve intellectuelen en socialisten pleitten dan ook voor de dimotiki, terwijl men in conservatieve kringen, in de ambtenarij, leger en kerk de kataharèvousa bleef voorstaan.
De moderne dimotiki won in de eerste helft van de 20e eeuw geleidelijk aan steeds meer terrein op de katharèvousa. Het Griekse kolonelsregime probeerde in 1967 deze ontwikkeling weer terug te draaien. De katharèvousa werd weer de enige erkende taalvorm van het Grieks.
Deze maatregel wekte veel weerzin en na de val van het regime in 1974 was de antipathie tegen de katharèvousa zo hoog opgelopen, dat de nieuwe regering besloot de katharèvousa af te schaffen en op alle gebieden alleen nog de dimotiki te gebruiken.
Er hebben in de 19e en 20e eeuw in feite steeds diverse stijlvormen naast elkaar bestaan. De ouderwetse katharèvousa, zoals die waarin bijvoorbeeld omstreeks het midden van de 19e eeuw Emanuel Rhoïdis schreef, kwam in de 20e eeuw nog maar zelden voor. Sommige 20e-eeuwse varianten van de katharèvousa waren in feite een oppervlakkig 'gezuiverde' dimotiki, maar aan de andere kant wemelt het in de dimotiki die thans in de ambtenarij en rechtspraak wordt gebruikt nog van woorden en zinswendingen uit de katharèvousa.
Er bestaat tegenwoordig een tendens om het Nieuwgrieks kini neo-elliniki glossa, gemeenschappelijke Nieuwgrieks, te noemen. De katharèvousa en de dimotiki zijn in het Nieuwgrieks verenigd.

## Kerken die de katharèvousa gebruiken
- Oecumenisch patriarchaat van Constantinopel
- Grieks-orthodox patriarchaat van Alexandrië
- Grieks-orthodox patriarchaat van Antiochië
- Grieks-orthodox patriarchaat van Jeruzalem
- Cypriotisch-Orthodoxe Kerk
- Grieks-Orthodoxe Kerk
- Grieks-Katholieke Kerk